# 长尾小剑水蚤
长尾小剑水蚤（学名：Microcyclops longiramus）为剑水蚤科小剑水蚤属的动物，是中国的特有物种。分布于河北、辽宁、吉林、黑龙江、内蒙古、新疆等地，多生活于池塘。